# Lematte et Boinot
Pour les articles homonymes, voir Lematte.
 Lematte et Boinot est un laboratoire pharmaceutique français ayant exercé son activité de 1910 à 1977 avant d'être racheté puis intégré au groupe Astra-Zeneca.

## Historique
Le laboratoire été créé en 1910 par M. Chevretin, pharmacien au 24 rue Caumartin à Paris. Sa première spécialité étant un médicament anti-asthénique le Biocalcose.
Avec l'arrivée d'un associé, Louis Lematte, le laboratoire prendra le nom de Chevretin-Lematte après la Première Guerre mondiale.
Après la disparition de M. Chevretin au début des années 1920, le laboratoire sera dirigé par un nouvel associé, Georges Boinot et prendra le nom définitif de Lematte et Boinot.
Au début des années 1930, le laboratoire s'installe au 52 de la rue Labruyère à Paris. Les ateliers de fabrication sont alors situés rue Henner.
En 1930, Henri Besson, rejoindra le laboratoire en tant que coactionnaire avec Georges Boinot et le codirigera jusqu'à sa mort en 1967.
En 1956, le laboratoire fait l'acquisition d'une usine à Amilly près de Montargis dans le Loiret.
Le gendre d'Henri Besson, Jacques Théry, devient directeur général du laboratoire au début des années 1960. En 1967, il engage la vente du laboratoire  au groupe suédois Astra devenu depuis Astra-Zeneca. Lematte et Boinot devient donc, à partir de 1967, la base française du laboratoire Astra et sera présidé par Jacques Théry jusqu'en 1973.
En 1977, le laboratoire est définitivement intégré au groupe et prend le nom d'Astra France.

## Spécialités
Le laboratoire Lematte et Boinot a développé des années 1930 aux années 1960 de nombreux médicaments dont beaucoup dérivés de l'acécolyne pour le traitement des ramollissements cérébraux, des ictus, de l'artérite et de l'hypertension. Citons parmi eux, les produits suivants : Hypotan, Nicyl, Papavérine, Nicobion ou Pressyl. Notons également un médicament utilisé dans la régulation de l'activité hépato-biliaire, l'Héparexine.